# Desmia
Desmia là một chi bướm đêm thuộc họ Crambidae.

## Các loài
- Desmia aclistalis
- Desmia albisectalis (Dognin, 1905)
- Desmia albitarsalis
- Desmia angustalis  Schaus, 1920
- Desmia anitalis Schaus, 1920
- Desmia badia
- Desmia bajulalis (Guenée, 1854)
- Desmia benealis Schaus, 1920
- Desmia bifidalis Hampson, 1912
- Desmia bigeminalis (Dognin, 1905)
- Desmia bourguignoni Ghesquière, 1942
- Desmia briseis
- Desmia bulisalis
- Desmia ceresalis Walker, 1859
- Desmia chryseis Hampson, 1898
- Desmia ciliata (Swinhoe, 1894)
- Desmia clarkei
- Desmia clytialis Walker, 1859
- Desmia cristinae Schaus, 1912
- Desmia crudalis
- Desmia ctenuchalis (Dognin, 1907)
- Desmia daedala (Druce, 1895)
- Desmia decemmaculalis
- Desmia dentipuncta Hampson, 1912
- Desmia deploralis Hampson, 1912
- Desmia dermatalis
- Desmia desmialis (Barnes & McDunnough, 1914)
- Desmia discrepans (Butler, 1887)
- Desmia dissimulalis
- Desmia divisalis
- Desmia extrema (Walker, 1856)
- Desmia falcatalis
- Desmia filicornis Munroe, 1959
- Desmia flavalis Schaus, 1912
- Desmia flebilialis (Guenée, 1854)
- Desmia funebralis Guenée, 1854
- Desmia funeralis (Hübner, 1796)
- Desmia geminalis Snellen, 1875
- Desmia geminipuncta Hampson, 1912
- Desmia girtealis Schaus, 1920
- Desmia grandisalis Schaus, 1912
- Desmia hadriana (Druce, 1895)
- Desmia herrichialis
- Desmia hoffmannsi
- Desmia ilsalis Schaus, 1920
- Desmia imparalis
- Desmia incomposita (Bethune-Baker, 1909)
- Desmia intermicalis (Guenée, 1854)
- Desmia intermicalus
- Desmia jonesalis Schaus, 1920
- Desmia jovealis
- Desmia julialis Schaus, 1920
- Desmia lacrimalis Hampson, 1912
- Desmia leucothyris (Dognin, 1909)
- Desmia lycopusalis Walker, 1859
- Desmia maculalis
- Desmia mapirica
- Desmia melaleucalis Hampson, 1899
- Desmia melanalis (C. Felder, R. Felder & Rogenhofer in C. Felder, R. Felder & Rogenhofer, 1875)
- Desmia melanopalis Hampson, 1912
- Desmia mesosticta Hampson, 1912
- Desmia microstictalis Hampson, 1904
- Desmia minnalis Schaus, 1920
- Desmia mortualis Hampson, 1912
- Desmia naclialis
- Desmia natalialis Schaus, 1920
- Desmia niveiciliata E. Hering, 1906
- Desmia nominabilis
- Desmia notalis
- Desmia octomaculalis
- Desmia odontoplaga
- Desmia orbalis
- Desmia pantalis
- Desmia parastigma
- Desmia paucimaculalis
- Desmia pehlkei
- Desmia pentodontalis
- Desmia perfecta Butler, 1882
- Desmia peruviana E. Hering, 1906
- Desmia phaiorrhoea
- Desmia pisusalis
- Desmia ploralis (Guenée, 1854)
- Desmia prognealis
- Desmia propinqualis
- Desmia quadrimaculata
- Desmia quadrinotalis
- Desmia recurvalis Schaus, 1940
- Desmia repandalis
- Desmia revindicata E. Hering, 1906
- Desmia ruptilinealis Hampson, 1912
- Desmia semirufalis
- Desmia semivacualis
- Desmia sepulchralis Guenée, 1854
- Desmia sertorialis
- Desmia stenizonalis Hampson, 1912
- Desmia stenoleuca Hampson, 1912
- Desmia strigivitralis (Guenée, 1854)
- Desmia subdivisalis Grote, 1871
- Desmia tages (Cramer, 1777)
- Desmia tagesalis
- Desmia tellesalis Walker, 1859
- Desmia tenuimaculata
- Desmia tenuizona Hampson, 1912
- Desmia tetratocera
- Desmia trimaculalis E. Hering, 1906
- Desmia tristigmalis
- Desmia ufeodalis
- Desmia ufeus (Cramer, 1777)
- Desmia unipunctalis (Druce, 1895)
- Desmia validalis Dognin, 1903
- Desmia vicina
- Desmia viduatalis
- Desmia vulcanalis (C. Felder, R. Felder & Rogenhofer in C. Felder, R. Felder & Rogenhofer, 1875)
- Desmia zebinalis Walker, 1859

## Loài trước đây
- Desmia horaria Meyrick, 1937

## Loài phân loại chưa chắc chắn
- Desmia sextalis